# Vincent van Gogh (kunsthandelaar)

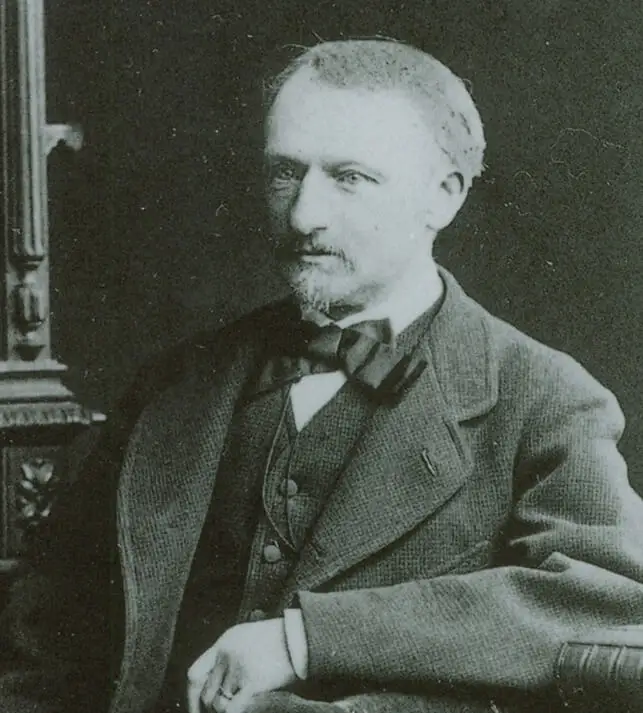

Vincent van Gogh (Benschop, 29 maart 1820 – Princenhage, 28 juli 1888) was een kunsthandelaar en medevennoot van de Franse kunst- en prentenhandel Goupil & Cie die, naast de hoofdvestiging in Parijs, ook vestigingen had in Den Haag, Brussel, Londen, Berlijn, Wenen, New York en Australië. 

## Loopbaan
Van Gogh was de oom van zijn naamgenoot, de schilder Vincent van Gogh, en diens jongere broer, de kunsthandelaar Theo van Gogh. De schilder Vincent van Gogh noemde zijn in kunst handelende oom ook wel oom Cent. Zowel schilder Vincent als zijn broer Theo begonnen hun professionele carrière in de kunstzaak van hun oom; Vincent startte in 1869 op 16-jarige leeftijd in het filiaal in Den Haag, terwijl Theo vier jaar later in 1873 in het filiaal in Brussel aan de slag ging.
Van Gogh trok zich in 1873 terug uit de actieve kunsthandel, waarin hij vermogend was geworden. Hij vestigde zich met zijn vrouw Cornelia nog datzelfde jaar in Princenhage, in Villa Meertensheim (1879), een landhuis in neorenaissancestijl en met elementen van neo-gotiek. Gedurende zijn leven verzamelde oom Cent 192 schilderijen die hij onderbracht in een huisgalerij in de villa. In de collectie zat geen Van Gogh, aangezien hij de schilderijen van zijn neef te experimenteel vond.
Bij zijn overlijden in 1888 had de rijke oom Cent in zijn testament alle familieleden opgenomen, met uitzondering van zijn neef Vincent van Gogh. Hij was teleurgesteld geraakt in hem, na alle kansen die hij zijn petekind geboden had. Van Gogh en zijn echtgenote werden begraven op de Protestantse begraafplaats Het Haagveld te Princenhage bij Breda.

## Privé
Van Goghs echtgenote Cornelia Carbentus was de zus van Vincent van Goghs moeder Anna Cornelia Carbentus. Het huwelijk bleef kinderloos.

## Nagedachtenis
In 2015 vond in het Breda's Museum een tentoonstelling plaats die trachtte de collectie van Van Gogh te reconstrueren.
- Gemeinsame Normdatei: 1169705464
- Library of Congress Control Number: nr2002038798
- Nationale Bibliotheek van Israël: 987007431220205171
- Nederlandse Thesaurus van Auteursnamen: 353457426
- RKD-Nederlands Instituut voor Kunstgeschiedenis: 427489
- Union List of Artist Names: 500337743
- Virtual International Authority File: 233972046
- WorldCat: E39PBJjt7gqPTkJQJM3VQkwV4q